# Guillermo Cranwell

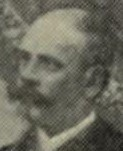
Guillermo Cranwell (1841–1909) Bürgermeister der Stadt Buenos Aires.

Guillermo A. Cranwell (geboren als William A. Cranwell) (* 16. November 1841 in Buenos Aires, Argentinien; † 12. Juli 1909 ebenda) war ein argentinischer Politiker und Bürgermeister der Stadt Buenos Aires.

## Leben
Cranwell war der Sohn irischer Immigranten. Er studierte Pharmazie und führte zunächst die Apotheke seines Vaters fort, der der erste britische Apotheker in Buenos Aires war.
Er wurde Mitglied im Hygiene-Rat der Provinz Buenos Aires und Präsident des "Concejo Deliberante" während der Amtszeit des Bürgermeisters Antonio F. Crespo. Als dieser sich aus gesundheitlichen Gründen zurückzog, übernahm Cranwell das Amt des Bürgermeisters von Buenos Aires, das er vom 14. August 1888 bis zum 10. Mai 1889 ausübte.
In seine Amtszeit fallen der Abriss der drei nördlichen Bogen des Cabildos und des alten Polizeipräsidiums an der Plaza de Mayo sowie weitere städtebauliche Projekte wie die Verlängerung der Avenida Corrientes bis zum Cementerio de la Chacarita und die Genehmigung der Pläne für den neuen Stadtteil Villa Devoto.